# Угорщина на літніх Олімпійських іграх 2016
Угорщина була представлена на літніх Олімпійських іграх 2016 160 спортсменами у 21 виді спорту.

## Медалісти
| Медаль | Спортсмени                                                | Вид спорту                      | Дисципліна                       | Дата      |
| ------ | --------------------------------------------------------- | ------------------------------- | -------------------------------- | --------- |
| Золото | Хоссу Катінка                                             | Плавання                        | 400 м комплексом (жінки)         | 6 серпня  |
| Золото | Сас Емеше                                                 | Фехтування                      | індивідуальна шпага (жінки)      | 6 серпня  |
| Золото | Хоссу Катінка                                             | Плавання                        | 100 м на спині (жінки)           | 8 серпня  |
| Золото | Хоссу Катінка                                             | Плавання                        | 200 м комплексом (жінки)         | 9 серпня  |
| Золото | Сіладьї Арон                                              | Фехтування                      | індивідуальна шабля (чоловіки)   | 10 серпня |
| Золото | Сабо Габріелла Козак Данута                               | Веслування на байдарках і каное | байдарки-двійки, 500 м (жінки)   | 16 серпня |
| Золото | Козак Данута                                              | Веслування на байдарках і каное | байдарки-одиночки, 500 м (жінки) | 18 серпня |
| Золото | Сабо Габріелла Козак Данута Чипеш Тамара Фазекаш Крістіна | Веслування на байдарках і каное | байдарки-четвірки, 500 м (жінки) | 20 серпня |
| Срібло | Геза Імре                                                 | Фехтування                      | індивідуальна шпага (чоловіки)   | 9 серпня  |
| Срібло | Хоссу Катінка                                             | Плавання                        | 200 м на спині (жінки)           | 12 серпня |
| Срібло | Чех Ласло                                                 | Плавання                        | 100 м батерфляєм (чоловіки)      | 12 серпня |
| Бронза | Кендереші Тамаш                                           | Плавання                        | 200 м батерфляєм (чоловіки)      | 9 серпня  |
| Бронза | Аніта Мартон                                              | Легка атлетика                  | штовхання ядра (жінки)           | 12 серпня |
| Бронза | Богларка Капаш                                            | Плавання                        | 800 м вільним стилем (жінки)     | 12 серпня |
| Бронза | Боцко Габор Геза Імре Редлі Андраш Шомфай Петер           | Фехтування                      | командна шпага (чоловіки)        | 14 серпня |

## Спортсмени
| Дисципліна                      | Чоловіки | Жінки | Разом |
| ------------------------------- | -------- | ----- | ----- |
| Легка атлетика                  | 9        | 10    | 19    |
| Бадмінтон                       | 0        | 1     | 1     |
| Бокс                            | 2        | 0     | 2     |
| Веслування на байдарках і каное | 10       | 5     | 15    |
| Велоспорт                       | 1        | 0     | 1     |
| Стрибки у воду                  | 0        | 1     | 1     |
| Фехтування                      | 6        | 4     | 10    |
| Гімнастика                      | 1        | 1     | 2     |
| Дзюдо                           | 5        | 3     | 8     |
| Сучасне п'ятиборство            | 2        | 2     | 4     |
| Академічне веслування           | 3        | 0     | 3     |
| Вітрильний спорт                | 3        | 2     | 5     |
| Стрільба                        | 4        | 4     | 8     |
| Плавання                        | 25       | 12    | 37    |
| Настільний теніс                | 1        | 2     | 3     |
| Теніс                           | 0        | 2     | 2     |
| Тріатлон                        | 2        | 2     | 4     |
| Водне поло                      | 13       | 13    | 26    |
| Важка атлетика                  | 1        | 0     | 1     |
| Боротьба                        | 6        | 2     | 8     |
| Разом                           | 94       | 66    | 160   |

## Легка атлетика
Легенда
- Note – для трекових дисциплін місце вказане лише для забігу, в якому взяв участь спортсмен
- Q = пройшов у наступне коло напряму
- q = пройшов у наступне коло за добором (для трекових дисциплін - найшвидші часи серед тих, хто не пройшов напряму; для технічних дисциплін - увійшов до визначеної кількості фіналістів за місцем якщо напряму пройшло менше спортсменів, ніж визначена кількість)
- NR = Національний рекорд
- N/A = Коло відсутнє у цій дисципліні
- Bye = спортсменові не потрібно змагатися у цьому колі
- NM = жодної успішної спроби

Трекові і шосейні дисципліни
Чоловіки
| Спортсмен        | Дисципліна        | Попередній забіг | Попередній забіг | Півфінал  | Півфінал | Фінал           | Фінал           |
| Спортсмен        | Дисципліна        | Результат        | Місце            | Результат | Місце    | Результат       | Місце           |
| ---------------- | ----------------- | ---------------- | ---------------- | --------- | -------- | --------------- | --------------- |
| Балаж Байї       | 110 м з бар'єрами | 13.52            | 2 Q              | 13.52     | 4        | Завершив виступ | Завершив виступ |
| Гаспар Чере      | Марафон           | Н/Д              | Н/Д              | Н/Д       | Н/Д      | 2:28:03         | 109             |
| Мате Гелебарандт | ходьба на 20 км   | Н/Д              | Н/Д              | Н/Д       | Н/Д      | 1:22:31 PB      | 28              |
| Габор Йожа       | Марафон           | Н/Д              | Н/Д              | Н/Д       | Н/Д      | 2:23:22         | 87              |
| Шандор Рац       | ходьба на 50 км   | Н/Д              | Н/Д              | Н/Д       | Н/Д      | DNF             | DNF             |
| Міклош Шрп       | ходьба на 50 км   | Н/Д              | Н/Д              | Н/Д       | Н/Д      | DSQ             | DSQ             |
| Бенце Веньєрчан  | ходьба на 50 км   | Н/Д              | Н/Д              | Н/Д       | Н/Д      | 4:19:15         | 44              |

Жінки
| Спортсменка      | Дисципліна      | Фінал     | Фінал |
| Спортсменка      | Дисципліна      | Результат | Місце |
| ---------------- | --------------- | --------- | ----- |
| Софія Ерделі     | Марафон         | 2:39:04   | 52    |
| Барбара Ковач    | ходьба на 20 км | 1:42:11   | 58    |
| Вікторія Мадарас | ходьба на 20 км | 1:33:59   | 25    |
| Крістіна Папп    | Марафон         | 2:42:03   | 65    |
| Ріта Речеі       | ходьба на 20 км | 1:42:41   | 59    |
| Тюнде Сабо       | Марафон         | 2:45:37   | 83    |

Технічні дисципліни
| Спортсмен     | Дисципліна                | Кваліфікація       | Кваліфікація | Фінал              | Фінал            |
| Спортсмен     | Дисципліна                | Результат у метрах | Місце        | Результат у метрах | Місце            |
| ------------- | ------------------------- | ------------------ | ------------ | ------------------ | ---------------- |
| Золтан Коваго | метання диска (чоловіки)  | 63.34              | 9 q          | 64.50              | 7                |
| Парш Крістіан | метання молота (чоловіки) | 75.49              | 4 q          | 75.28              | 7                |
| Аніта Мартон  | штовхання ядра (жінки)    | 18.51              | 6 Q          | 19.87              | 3                |
| Барбара Сабо  | стрибки у висоту (жінки)  | 1.80               | =32          | Завершила виступ   | Завершила виступ |

Комбіновані дисципліни – семиборство (жінки)
| Спортсмен              | Дисципліна | 100Б     | СВ   | ШЯ    | 200 m    | СД      | МС       | 800 m      | Final   | Місце |
| ---------------------- | ---------- | -------- | ---- | ----- | -------- | ------- | -------- | ---------- | ------- | ----- |
| Дйордіа Живоцкі-Фаркаш | Результат  | 13.79 PB | 1.86 | 14.39 | 25.38 SB | 6.31 SB | 48.07 SB | 2:11.76 PB | 6442 PB | 8     |
| Дйордіа Живоцкі-Фаркаш | Очки       | 1008     | 1054 | 820   | 852      | 946     | 823      | 939        | 6442 PB | 8     |
| Ксенія Крішан          | Результат  | 13.66    | 1.77 | 13.78 | 25.24    | 6.08    | 49.78 SB | 2:13.46 PB | 6257    | 16    |
| Ксенія Крішан          | Очки       | 1027     | 941  | 779   | 865      | 874     | 856      | 915        | 6257    | 16    |

## Бадмінтон
| Спортсмен    | Дисципліна               | Груповий етап              | Груповий етап            | Груповий етап | Вибування          | Чвертьфінал        | Півфінал           | Фінал / БМ         | Фінал / БМ       |
| Спортсмен    | Дисципліна               | Суперник Результат         | Суперник Результат       | Місце         | Суперник Результат | Суперник Результат | Суперник Результат | Суперник Результат | Місце            |
| ------------ | ------------------------ | -------------------------- | ------------------------ | ------------- | ------------------ | ------------------ | ------------------ | ------------------ | ---------------- |
| Лаура Шароші | одиночний розряд (жінки) | Сінду (IND) L (8–21, 9–21) | Li (CAN) L (11–21, 8–21) | 3             | Завершила виступ   | Завершила виступ   | Завершила виступ   | Завершила виступ   | Завершила виступ |

## Бокс
| Спортсмен    | Категорія           | 1/16 фіналу         | 1/8 фіналу         | Чвертьфінали       | Півфінали          | Фінал              | Фінал           |
| Спортсмен    | Категорія           | Суперник Результат  | Суперник Результат | Суперник Результат | Суперник Результат | Суперник Результат | Місце           |
| ------------ | ------------------- | ------------------- | ------------------ | ------------------ | ------------------ | ------------------ | --------------- |
| Балаж Бачкаї | до 69 кг (чоловіки) | Сіссоко (FRA) L 0–3 | Завершив виступ    | Завершив виступ    | Завершив виступ    | Завершив виступ    | Завершив виступ |
| Золтан Харча | до 75 кг (чоловіки) | Ачілов (TKM) W 2–1  | Лопес (CUB) L TKO  | Завершив виступ    | Завершив виступ    | Завершив виступ    | Завершив виступ |

## Веслування на байдарках і каное

### Спринт
Чоловіки
| Спортсмен                                                   | Дисципліна | Заїзди   | Заїзди | Півфінали | Півфінали | Фінал    | Фінал |
| Спортсмен                                                   | Дисципліна | Час      | Місце  | Час       | Місце     | Час      | Місце |
| ----------------------------------------------------------- | ---------- | -------- | ------ | --------- | --------- | -------- | ----- |
| Петер Молнар                                                | Б-1 200 м  | 35.102   | 3 Q    | 35.207    | 6 FB      | 37.896   | 15    |
| Jonatán Hajdu                                               | К-1 200 м  | 40.147   | 2 Q    | 40.718    | 4 FB      | 39.811   | 10    |
| Bálint Kopasz                                               | Б-1 1000 м | 3:38.011 | 5 Q    | 3:34.772  | 5 FB      | 3:32.392 | 10    |
| Генрік Вашбаняі                                             | К-1 1000 м | 4:01.953 | 3 Q    | 4:03.113  | 3 FB      | DSQ      | 16    |
| Benjámin Ceiner Tibor Hufnágel                              | Б-2 1000 м | 3:25.580 | 3 Q    | 3:18.474  | 3 FA      | 3:15.387 | 7     |
| Петер Молнар Sándor Tótka                                   | Б-2 200 м  | 31.438   | 2 Q    | 32.138    | 1 FA      | 32.412   | 4     |
| Роберт Міке Генрік Вашбаняі                                 | К-2 1000 м | 3:35.501 | 3 Q    | 3:56.126  | 3 FA      | 3:46.198 | 4     |
| Benjámin Ceiner Tibor Hufnágel Аттіла Куґлер Tamás Somorácz | Б-4 1000 м | 3:00.369 | 5 Q    | 3:00.645  | 5 FB      | 3:10.388 | 11    |

Жінки
| Спортсменка                                                   | Дисципліна | Заїзди   | Заїзди | Півфінали | Півфінали | Фінал    | Фінал |
| Спортсменка                                                   | Дисципліна | Час      | Місце  | Час       | Місце     | Час      | Місце |
| ------------------------------------------------------------- | ---------- | -------- | ------ | --------- | --------- | -------- | ----- |
| Наташа Янич                                                   | Б-1 200 м  | 41.403   | 3 Q    | 40.962    | 4 FB      | 41.673   | 9     |
| Данута Козак                                                  | Б-1 500 м  | 1:53.427 | 1 Q    | 1:54.241  | 1 FA      | 1:52.494 | 1     |
| Габріелла Сабо Данута Козак                                   | Б-2 500 м  | 1:41.092 | 1 FA   | Bye       | Bye       | 1:43.687 | 1     |
| Габріелла Сабо Данута Козак Тамара Чіпеш Крістіна Фазекаш-Zur | Б-4 500 м  | 1:29.497 | 1 FA   | Bye       | Bye       | 1:31.48  | 1     |

Пояснення до кваліфікації: FA = Кваліфікувались до фіналу A (за медалі); FB = Кваліфікувались до фіналу B (не за медалі)

## Велоспорт

### Маунтінбайк
| Спортсмен    | Дисципліна             | Час     | Місце |
| ------------ | ---------------------- | ------- | ----- |
| Андраш Парті | маунтінбайк (чоловіки) | 1:41:20 | 24    |

## Стрибки у воду
| Спортсмен    | Дисципліна               | Попередні змагання | Попередні змагання | Півфінали        | Півфінали        | Фінал            | Фінал            |
| Спортсмен    | Дисципліна               | Очки               | Місце              | Очки             | Місце            | Очки             | Місце            |
| ------------ | ------------------------ | ------------------ | ------------------ | ---------------- | ---------------- | ---------------- | ---------------- |
| Вілло Кормош | вишка, 10 метрів (жінки) | 227.70             | 27                 | Завершила виступ | Завершила виступ | Завершила виступ | Завершила виступ |

## Фехтування
Чоловіки
| Спортсмен                                       | Дисципліна          | 1/32 фіналу             | 1/16 фіналу            | 1/8 фіналу             | Чвертьфінал                  | Півфінал              | Фінал / БМ             | Фінал / БМ      |
| Спортсмен                                       | Дисципліна          | Суперник Результат      | Суперник Результат     | Суперник Результат     | Суперник Результат           | Суперник Результат    | Суперник Результат     | Місце           |
| ----------------------------------------------- | ------------------- | ----------------------- | ---------------------- | ---------------------- | ---------------------------- | --------------------- | ---------------------- | --------------- |
| Габор Боцко                                     | Індивідуальна шпага | Bye                     | Бузе (SEN) W 15–9      | Імре (HUN) L 8–15      | Завершив виступ              | Завершив виступ       | Завершив виступ        | Завершив виступ |
| Геза Імре                                       | Індивідуальна шпага | Bye                     | Родрігес (COL) W 15–8  | Боцко (HUN) W 15–8     | Новосьолов (EST) W 15–9      | Грум'є (FRA) W 15–13  | Park S-y (KOR) L 14–15 | 2               |
| Андраш Редлі                                    | Індивідуальна шпага | Al-Shatti (IOA) W 14–13 | Борель (FRA) L 9–15    | Завершив виступ        | Завершив виступ              | Завершив виступ       | Завершив виступ        | Завершив виступ |
| Габор Боцко Геза Імре Андраш Редлі Петер Шомфай | Командна шпага      | Н/Д                     | Н/Д                    | Bye                    | Південна Корея (KOR) W 45–42 | Франція (FRA) L 40–45 | Україна (UKR) W 39–37  | 3               |
| Тамаш Дечі                                      | Шабля               | Н/Д                     | Ковальов (RUS) L 10–15 | Завершив виступ        | Завершив виступ              | Завершив виступ       | Завершив виступ        | Завершив виступ |
| Арон Сіладьї                                    | Шабля               | Н/Д                     | Айяла (MEX) W 15–9     | Буйкевич (BLR) W 15–12 | Дольнічану (ROU) W 15–10     | Kim J-h (KOR) W 15–12 | Гомер (USA) W 15–8     | 1               |

Жінки
| Спортсменка  | Дисципліна           | 1/32 фіналу         | 1/16 фіналу             | 1/8 фіналу               | Чвертьфінал         | Півфінал            | Фінал / БМ             | Фінал / БМ       |
| Спортсменка  | Дисципліна           | Суперниця Результат | Суперниця Результат     | Суперниця Результат      | Суперниця Результат | Суперниця Результат | Суперниця Результат    | Місце            |
| ------------ | -------------------- | ------------------- | ----------------------- | ------------------------ | ------------------- | ------------------- | ---------------------- | ---------------- |
| Емеше Сас    | Індивідуальна шпага  | Bye                 | Беляєва (EST) W 15–11   | Кан Й М (KOR) W 15–11    | Nakano (JPN) W 15–4 | Рембі (FRA) W 10–6  | Ф'ямінго (ITA) W 15–13 | 1                |
| Едіна Кнепек | Індивідуальна рапіра | Bye                 | Liu Ys (CHN) L 9–15     | Завершила виступ         | Завершила виступ    | Завершила виступ    | Завершила виступ       | Завершила виступ |
| Аїда Мохамед | Індивідуальна рапіра | Bye                 | van Erven (COL) W 15–12 | Дериглазова (RUS) L 6–15 | Завершила виступ    | Завершила виступ    | Завершила виступ       | Завершила виступ |
| Анна Мартон  | Шабля                | Bye                 | Benítez (VEN) W 15–14   | Брюне (FRA) L 12–15      | Завершила виступ    | Завершила виступ    | Завершила виступ       | Завершила виступ |

## Гімнастика

### Спортивна гімнастика
Чоловіки
| Спортсмен | Дисципліна | Кваліфікація | Кваліфікація | Кваліфікація | Кваліфікація | Кваліфікація | Кваліфікація | Кваліфікація | Кваліфікація | Фінал  | Фінал  | Фінал           | Фінал           | Фінал           | Фінал           | Фінал           | Фінал           |                 |                 |
| Спортсмен | Дисципліна | Вправа       | Вправа       | Вправа       | Вправа       | Вправа       | Вправа       | Загалом      | Місце        | Вправа | Вправа | Вправа          | Вправа          | Вправа          | Вправа          | Загалом         | Місце           |                 |                 |
| --------- | ---------- | ------------ | ------------ | ------------ | ------------ | ------------ | ------------ | ------------ | ------------ | ------ | ------ | --------------- | --------------- | --------------- | --------------- | --------------- | --------------- | --------------- | --------------- |
| Спортсмен | Дисципліна | Від Хідвегі  | Кінь         | Н/Д          | 15.233       | Н/Д          | Н/Д          | Н/Д          | Н/Д          | 15.233 | 9      | Завершив виступ | Завершив виступ | Завершив виступ | Завершив виступ | Завершив виступ | Завершив виступ | Завершив виступ | Завершив виступ |

Жінки
| Спортсменка | Дисципліна | Кваліфікація | Кваліфікація       | Кваліфікація | Кваліфікація | Кваліфікація | Кваліфікація | Фінал  | Фінал  | Фінал  | Фінал  | Фінал   | Фінал |                  |                  |                  |                  |                  |                  |
| Спортсменка | Дисципліна | Вправа       | Вправа             | Вправа       | Вправа       | Загалом      | Місце        | Вправа | Вправа | Вправа | Вправа | Загалом | Місце |                  |                  |                  |                  |                  |                  |
| ----------- | ---------- | ------------ | ------------------ | ------------ | ------------ | ------------ | ------------ | ------ | ------ | ------ | ------ | ------- | ----- | ---------------- | ---------------- | ---------------- | ---------------- | ---------------- | ---------------- |
| Спортсменка | Дисципліна | Софія Ковач  | Абсолютна першість | 14.866       | 14.733       | Загалом      | Місце        | 12.233 | 12.766 | 54.598 | 33     | Загалом | Місце | Завершила виступ | Завершила виступ | Завершила виступ | Завершила виступ | Завершила виступ | Завершила виступ |

## Дзюдо
Чоловіки
| Спортсмен       | Категорія    | 1/32 фіналу        | 1/16 фіналу              | 1/8 фіналу               | Чвертьфінали           | Півфінали          | Втішний поєдинок            | Фінал / БМ                  | Фінал / БМ      |
| Спортсмен       | Категорія    | Суперник Результат | Суперник Результат       | Суперник Результат       | Суперник Результат     | Суперник Результат | Суперник Результат          | Суперник Результат          | Місце           |
| --------------- | ------------ | ------------------ | ------------------------ | ------------------------ | ---------------------- | ------------------ | --------------------------- | --------------------------- | --------------- |
| Міклош Унгварі  | до 73 кг     | Bye                | Сарайва (POR) W 011–000  | Елмонт (NED) W 100–000   | Orujov (AZE) L 000–010 | Завершив виступ    | Delpopolo (USA) W 000–000 S | van Tichelt (BEL) L 000–100 | 5               |
| Ласло Чокнай    | до 81 кг     | Bye                | Нагасе (JPN) L 000–001   | Завершив виступ          | Завершив виступ        | Завершив виступ    | Завершив виступ             | Завершив виступ             | Завершив виступ |
| Крістіан Тот    | до 90 кг     | Bye                | Санг (KEN) W 100–000     | Cheng Xz (CHN) L 000–100 | Завершив виступ        | Завершив виступ    | Завершив виступ             | Завершив виступ             | Завершив виступ |
| Міклош Цирьєніч | до 100 кг    | Bye                | Фрей (GER) L 000–100     | Завершив виступ          | Завершив виступ        | Завершив виступ    | Завершив виступ             | Завершив виступ             | Завершив виступ |
| Барна Бор       | понад 100 кг | Н/Д                | Джабалла (TUN) W 101–000 | García (CUB) L 000–000 S | Завершив виступ        | Завершив виступ    | Завершив виступ             | Завершив виступ             | Завершив виступ |

Жінки
| Спортсменка    | Категорія | 1/16 фіналу                | 1/8 фіналу                      | Чвертьфінали             | Півфінали           | Втішний поєдинок          | Фінал / БМ          | Фінал / БМ |
| Спортсменка    | Категорія | Суперниця Результат        | Суперниця Результат             | Суперниця Результат      | Суперниця Результат | Суперниця Результат       | Суперниця Результат | Місце      |
| -------------- | --------- | -------------------------- | ------------------------------- | ------------------------ | ------------------- | ------------------------- | ------------------- | ---------- |
| Ева Черновіцкі | до 48 кг  | Bye                        | Черняк (UKR) W 003–000          | Парето (ARG) L 000–010   | Завершила виступ    | Галбадрах (KAZ) L 000–100 | Завершила виступ    | 7          |
| Хедвіг Каракаш | до 57 кг  | Нурджавова (TKM) W 101–000 | Бошемен-Пінар (CAN) W 000–000 S | R Silva (BRA) L 000–010  | Завершила виступ    | Lien C-l (TPE) L 000–001  | Завершила виступ    | 7          |
| Абігель Йоо    | до 78 кг  | Лхамдегд (MGL) W 111–000   | Мамі (JPN) W 002–000            | Гаррісон (USA) L 000–100 | Завершила виступ    | Кастільйо (CUB) L 000–001 | Завершила виступ    | 7          |

## Сучасне п'ятиборство
| Спортсмен       | Дисципліна | Фехтування (шпага, один дотик) | Фехтування (шпага, один дотик) | Фехтування (шпага, один дотик) | Фехтування (шпага, один дотик) | Плавання (200 м вільним стилем) | Плавання (200 м вільним стилем) | Плавання (200 м вільним стилем) | Верхова їзда (конкур) | Верхова їзда (конкур) | Верхова їзда (конкур) | Комбіновано: стрільба/біг (10 м, пневматичний пістолет)/(3200 м) | Комбіновано: стрільба/біг (10 м, пневматичний пістолет)/(3200 м) | Комбіновано: стрільба/біг (10 м, пневматичний пістолет)/(3200 м) | Загалом очок | Підсумкове місце |
| Спортсмен       | Дисципліна | RR                             | BR                             | Місце                          | Очки                           | Час                             | Місце                           | Очки                            | Штрафні очки          | Місце                 | Очки                  | Час                                                              | Місце                                                            | MP Points                                                        | Загалом очок | Підсумкове місце |
| --------------- | ---------- | ------------------------------ | ------------------------------ | ------------------------------ | ------------------------------ | ------------------------------- | ------------------------------- | ------------------------------- | --------------------- | --------------------- | --------------------- | ---------------------------------------------------------------- | ---------------------------------------------------------------- | ---------------------------------------------------------------- | ------------ | ---------------- |
| Бенце Деметер   | чоловіки   | 19–16                          | 3                              | 12                             | 214                            | 2:03.89                         | 17                              | 329                             | 35                    | 29                    | 265                   | 11:21.98                                                         | 13                                                               | 619                                                              | 1430         | 17               |
| Адам Мароші     | чоловіки   | 16–19                          | 0                              | 26                             | 196                            | 2:01.66                         | 9                               | 335                             | 7                     | 9                     | 293                   | 11:19.84                                                         | 9                                                                | 621                                                              | 1445         | 12               |
| Софія Фольдхазі | жінки      | 11–24                          | 2                              | 33                             | 168                            | 2:12.05                         | 7                               | 304                             | 78                    | 29                    | 222                   | 12:46.02                                                         | 10                                                               | 534                                                              | 1228         | 27               |
| Саролта Ковач   | жінки      | 17–18                          | 1                              | 16                             | 203                            | 2:09.02                         | 3                               | 313                             | 32                    | 24                    | 268                   | 13:17.09                                                         | 24                                                               | 503                                                              | 1287         | 17               |

## Академічне веслування
| Спортсмен                 | Дисципліна          | Заїзди  | Заїзди | Втішний заплив | Втішний заплив | Чвертьфінали | Чвертьфінали | Півфінали | Півфінали | Фінал   | Фінал |
| Спортсмен                 | Дисципліна          | Час     | Місце  | Час            | Місце          | Час          | Місце        | Час       | Місце     | Час     | Місце |
| ------------------------- | ------------------- | ------- | ------ | -------------- | -------------- | ------------ | ------------ | --------- | --------- | ------- | ----- |
| Бендегуз Петерварі-Молнар | одиночки (чоловіки) | 7:12.86 | 2 QF   | Bye            | Bye            | 6:52.80      | 4 SC/D       | 7:18.88   | 1 FC      | 6:57.75 | 14    |
| Адріан Юхас Бела Сімон    | Чоловіки's pair     | 6:59.28 | 3 SA/B | Bye            | Bye            | Н/Д          | Н/Д          | 6:29.12   | 4 FB      | 7:03.34 | 9     |

Пояснення до кваліфікації: FA=Фінал A (за медалі); FB=Фінал B (не за медалі); FC=Фінал C (не за медалі); FD=Фінал D (не за медалі); FE=Фінал E (не за медалі); FF=Фінал F (не за медалі); SA/B=Півфінали A/B; SC/D=Півфінали C/D; SE/F=Півфінали E/F; QF=Чвертьфінали; R=Потрапив у втішний заплив

## Вітрильний спорт
| Спортсмен       | Дисципліна      | Заплив | Заплив | Заплив | Заплив | Заплив | Заплив | Заплив | Заплив | Заплив | Заплив | Заплив | Заплив | Заплив | Очки | Підсумкове місце |
| Спортсмен       | Дисципліна      | 1      | 2      | 3      | 4      | 5      | 6      | 7      | 8      | 9      | 10     | 11     | 12     | M*     | Очки | Підсумкове місце |
| --------------- | --------------- | ------ | ------ | ------ | ------ | ------ | ------ | ------ | ------ | ------ | ------ | ------ | ------ | ------ | ---- | ---------------- |
| Арон Гадорфалві | RS:X (чоловіки) | 30     | 28     | 29     | 25     | 20     | 20     | 25     | DNF    | 26     | 27     | 24     | 23     | EL     | 277  | 25               |
| Бен'ямін Ваднаї | Лазер           | 9      | 44     | 21     | 21     | DNF    | 30     | 30     | 39     | 29     | 25     | Н/Д    | Н/Д    | EL     | 248  | 33               |
| Жомбор Береш    | Фінн (чоловіки) | 9      | UFD    | 5      | 12     | 1      | 7      | 12     | 18     | 16     | 12     | Н/Д    | Н/Д    | EL     | 92   | 12               |
| Сара Чолноки    | RS:X (жінки)    | 22     | 14     | 21     | 19     | 24     | 24     | 13     | 22     | 25     | DNF    | 25     | DNF    | EL     | 235  | 23               |
| Марія Ерді      | Лазер радіал    | 20     | 22     | 1      | 5      | 26     | 20     | 10     | 18     | 9      | 20     | Н/Д    | Н/Д    | EL     | 125  | 14               |

M = Медальний заплив; EL = Вибув – не потрапив до медального запливу

## Стрільба
Чоловіки
| Спортсмен      | Дисципліна                       | Кваліфікація | Кваліфікація | Фінал           | Фінал           |
| Спортсмен      | Дисципліна                       | Очки         | Місце        | Очки            | Місце           |
| -------------- | -------------------------------- | ------------ | ------------ | --------------- | --------------- |
| Іштван Пені    | Пневматична гвинтівка, 10 м      | 624.0        | 13           | Завершив виступ | Завершив виступ |
| Іштван Пені    | Гвинтівка з трьох положень, 50 м | 1172         | 12           | Завершив виступ | Завершив виступ |
| Петер Шиді     | Пневматична гвинтівка, 10 м      | 625.9        | 6 Q          | 142.7           | 5               |
| Петер Шиді     | Гвинтівка лежачи, 50 м           | 623.3        | 10           | Завершив виступ | Завершив виступ |
| Петер Шиді     | Гвинтівка з трьох положень, 50 м | 1162         | 34           | Завершив виступ | Завершив виступ |
| Норберт Сабіан | Гвинтівка лежачи, 50 м           | 617.3        | 42           | Завершив виступ | Завершив виступ |
| Міклош Татрай  | Пневматичний пістолет, 10 м      | 567          | 42           | Завершив виступ | Завершив виступ |
| Міклош Татрай  | Пістолет, 50 м                   | 539          | 34           | Завершив виступ | Завершив виступ |

Жінки
| Спортсменка       | Дисципліна                       | Кваліфікація | Кваліфікація | Півфінал         | Півфінал         | Фінал            | Фінал            |
| Спортсменка       | Дисципліна                       | Очки         | Місце        | Очки             | Місце            | Очки             | Місце            |
| ----------------- | -------------------------------- | ------------ | ------------ | ---------------- | ---------------- | ---------------- | ---------------- |
| Zsófia Csonka     | пістолет, 25 м                   | 581          | 10           | Завершила виступ | Завершила виступ | Завершила виступ | Завершила виступ |
| Viktória Egri     | Пневматичний пістолет, 10 м      | 376          | 36           | Н/Д              | Н/Д              | Завершила виступ | Завершила виступ |
| Юліанна Мішкольці | Пневматична гвинтівка, 10 м      | 414.0        | 22           | Н/Д              | Н/Д              | Завершила виступ | Завершила виступ |
| Юліанна Мішкольці | Гвинтівка з трьох положень, 50 м | 577          | 22           | Н/Д              | Н/Д              | Завершила виступ | Завершила виступ |
| Renáta Tobai-Sike | Пневматичний пістолет, 10 м      | 380          | 17           | Н/Д              | Н/Д              | Завершила виступ | Завершила виступ |
| Renáta Tobai-Sike | пістолет, 25 м                   | 577          | 16           | Завершила виступ | Завершила виступ | Завершила виступ | Завершила виступ |

Пояснення до кваліфікації: Q = Пройшов у наступне коло; q = Кваліфікувався щоб змагатись у поєдинку за бронзову медаль

## Плавання
Чоловіки
| Габор Балог                                                     | 100 м на спині                    | 54.48    | 25   | Завершив виступ | Завершив виступ | Завершив виступ | Завершив виступ |                 |                 |
| Петер Бернек                                                    | 200 м вільним стилем              | 1:49.73  | 37   | Завершив виступ | Завершив виступ | Завершив виступ | Завершив виступ |                 |                 |
| Петер Бернек                                                    | 400 м вільним стилем              | 3:48.58  | 21   | Н/Д             | Н/Д             | Завершив виступ | Завершив виступ |                 |                 |
| Річард Бохуш                                                    | 100 м вільним стилем              | 48.86    | 24   | Завершив виступ | Завершив виступ | Завершив виступ | Завершив виступ |                 |                 |
| Ласло Чех                                                       | 100 м батерфляєм                  | 51.52    | 2 Q  | 51.57           | 4 Q             | 51.14           | 2               |                 |                 |
| Ласло Чех                                                       | 200 м батерфляєм                  | 1:55.14  | 2 Q  | 1:55.18         | 3 Q             | 1:56.24         | 7               |                 |                 |
| Давід Фолдхазі                                                  | 200 м на спині                    | 1:59.69  | 22   | Завершив виступ | Завершив виступ | Завершив виступ | Завершив виступ | Завершив виступ | Завершив виступ |
| Даніел Дьюрта                                                   | 100 м брасом                      | 1:00.26  | 16** | Завершив виступ | Завершив виступ | Завершив виступ | Завершив виступ |                 |                 |
| Даніел Дьюрта                                                   | 200 м брасом                      | 2:11.28  | 17   | Завершив виступ | Завершив виступ | Завершив виступ | Завершив виступ |                 |                 |
| Гергелі Дьюрта                                                  | 1500 м вільним стилем             | 15:06.24 | 19   | Н/Д             | Н/Д             | Завершив виступ | Завершив виступ |                 |                 |
| Гергелі Дьюрта                                                  | 400 м комплексом                  | 4:14.81  | 11   | Н/Д             | Н/Д             | Завершив виступ | Завершив виступ |                 |                 |
| Давід Хорват                                                    | 200 м брасом                      | 2:13.24  | 30   | Завершив виступ | Завершив виступ | Завершив виступ | Завершив виступ |                 |                 |
| Тамаш Кендереші                                                 | 200 м батерфляєм                  | 1:54.73  | 1 Q  | 1:53.96         | 1 Q             | 1:53.62         | 3               |                 |                 |
| Ґерґо Кісс                                                      | 400 м вільним стилем              | 3:54.15  | 38   | Н/Д             | Н/Д             | Завершив виступ | Завершив виступ |                 |                 |
| Домінік Козма                                                   | 100 м вільним стилем              | 48.92    | 26   | Завершив виступ | Завершив виступ | Завершив виступ | Завершив виступ |                 |                 |
| Домінік Козма                                                   | 200 м вільним стилем              | 1:46.68  | 12 Q | 1:47.53         | 15              | Завершив виступ | Завершив виступ |                 |                 |
| Марк Папп                                                       | 10 км                             | Н/Д      | Н/Д  | Н/Д             | Н/Д             | 1:53:11.7       | 13              |                 |                 |
| Бенце Пулаі                                                     | 100 м батерфляєм                  | 52.73    | 26   | Завершив виступ | Завершив виступ | Завершив виступ | Завершив виступ |                 |                 |
| Кріштоф Рашовскі                                                | 1500 м вільним стилем             | 15:29.36 | 35   | Н/Д             | Н/Д             | Завершив виступ | Завершив виступ |                 |                 |
| Крістіан Такач                                                  | 50 м вільним стилем               | 22.12    | 17   | Завершив виступ | Завершив виступ | Завершив виступ | Завершив виступ |                 |                 |
| Адам Телегді                                                    | 200 м на спині                    | 1:59.09  | 19   | Завершив виступ | Завершив виступ | Завершив виступ | Завершив виступ |                 |                 |
| Давид Веррасто                                                  | 200 м комплексом                  | DNS      | DNS  | Завершив виступ | Завершив виступ | Завершив виступ | Завершив виступ |                 |                 |
| Давид Веррасто                                                  | 400 м комплексом                  | 4:15.04  | 12   | Н/Д             | Н/Д             | Завершив виступ | Завершив виступ |                 |                 |
| Річард Бохуш Пийтер Голода Домінік Козма Крістіан Такач         | Естафета 4 × 100 м вільним стилем | 3:15.21  | 12   | Н/Д             | Н/Д             | Завершив виступ | Завершив виступ |                 |                 |
| Петер Бернек Беньямін Грац Ґерґо Кісс Домінік Козма             | Естафета 4 × 200 м вільним стилем | 7:18.51  | 16   | Н/Д             | Н/Д             | Завершив виступ | Завершив виступ |                 |                 |
| Габор Балог Річард Бохуш Ласло Чех Даніел Дьюрта Домінік Козма* | Естафета 4 × 100 м комплексом     | 3:33.89  | 9    | Н/Д             | Н/Д             | Завершив виступ | Завершив виступ |                 |                 |

** Дьюрта поділив 16-те місце, але відмовився від перепливання.
Жінки
| Спортсменка                                                             | Дисципліна                        | Попередній заплив | Попередній заплив | Півфінал         | Півфінал         | Фінал            | Фінал            |
| Спортсменка                                                             | Дисципліна                        | Час               | Місце             | Час              | Місце            | Час              | Місце            |
| ----------------------------------------------------------------------- | --------------------------------- | ----------------- | ----------------- | ---------------- | ---------------- | ---------------- | ---------------- |
| Река Дьордь                                                             | 200 м на спині                    | 2:12.99           | 22                | Завершила виступ | Завершила виступ | Завершила виступ | Завершила виступ |
| Катінка Хоссу                                                           | 100 м на спині                    | 59.13             | 4 Q               | 58.94            | 2 Q              | 58.45 NR         | 1                |
| Катінка Хоссу                                                           | 200 м на спині                    | 2:06.09 NR        | 1 Q               | 2:06.03 NR       | 1 Q              | 2:06.05          | 2                |
| Катінка Хоссу                                                           | 200 м батерфляєм                  | DNS               | DNS               | Завершила виступ | Завершила виступ | Завершила виступ | Завершила виступ |
| Катінка Хоссу                                                           | 200 м комплексом                  | 2:07.45 OR        | 1 Q               | 2:08.13          | 2 Q              | 2:06.58 OR       | 1                |
| Катінка Хоссу                                                           | 400 м комплексом                  | 4:28.58           | 1 Q               | Н/Д              | Н/Д              | 4:26.36 WR       | 1                |
| Жужанна Якабош                                                          | 200 м комплексом                  | 2:11.69           | 9 Q               | 2:12.05          | 10               | Завершила виступ | Завершила виступ |
| Жужанна Якабош                                                          | 400 м комплексом                  | 4:38.52           | 13                | Н/Д              | Н/Д              | Завершила виступ | Завершила виступ |
| Богларка Капаш                                                          | 400 м вільним стилем              | 4:04.11           | 7 Q               | Н/Д              | Н/Д              | 4:02.37 NR       | 4                |
| Богларка Капаш                                                          | 800 м вільним стилем              | 8:19.43           | 2 Q               | Н/Д              | Н/Д              | 8:16.37 NR       | 3                |
| Айна Кешей                                                              | 200 м вільним стилем              | 1:59.20           | 25                | Завершила виступ | Завершила виступ | Завершила виступ | Завершила виступ |
| Айна Кешей                                                              | 400 м вільним стилем              | 4:12.40           | 21                | Н/Д              | Н/Д              | Завершила виступ | Завершила виступ |
| Флора Мольнар                                                           | 50 м вільним стилем               | 25.07             | 25                | Завершила виступ | Завершила виступ | Завершила виступ | Завершила виступ |
| Anna Olasz                                                              | 10 км                             | Н/Д               | Н/Д               | Н/Д              | Н/Д              | 1:57:45.5        | 14               |
| Ева Рістов                                                              | 800 м вільним стилем              | 8:33.36           | 14                | Н/Д              | Н/Д              | Завершила виступ | Завершила виступ |
| Ева Рістов                                                              | 10 км                             | Н/Д               | Н/Д               | Н/Д              | Н/Д              | 1:57:42.8        | 13               |
| Далма Шебештьєн                                                         | 200 м брасом                      | 2:27.94           | 19                | Завершила виступ | Завершила виступ | Завершила виступ | Завершила виступ |
| Ліліана Шілагі                                                          | 100 м батерфляєм                  | 57.70 NR          | 9 Q               | 58.31            | 12               | Завершила виступ | Завершила виступ |
| Ліліана Шілагі                                                          | 200 м батерфляєм                  | 2:06.99           | 4 Q               | 2:07.34          | 10               | Завершила виступ | Завершила виступ |
| Анна Станкович                                                          | 100 м брасом                      | 1:08.06           | 24                | Завершила виступ | Завершила виступ | Завершила виступ | Завершила виступ |
| Анна Станкович                                                          | 200 м брасом                      | 2:27.97           | 20                | Завершила виступ | Завершила виступ | Завершила виступ | Завершила виступ |
| Евелін Варрасто                                                         | 200 м вільним стилем              | 1:59.44           | 28                | Завершила виступ | Завершила виступ | Завершила виступ | Завершила виступ |
| Катінка Хоссу Жужанна Якабош Богларка Капаш Айна Кешей* Евелін Варрасто | Естафета 4 × 200 м вільним стилем | 7:51.17           | 5 Q               | Н/Д              | Н/Д              | 7:51.03          | 6                |

## Настільний теніс
| Спортсмен       | Дисципліна                  | Попередній раунд   | Раунд 1                  | Раунд 2            | Раунд 3             | 1/8 фіналу         | Чвертьфінали       | Півфінали          | Фінал / БМ         | Фінал / БМ       |
| Спортсмен       | Дисципліна                  | Суперник Результат | Суперник Результат       | Суперник Результат | Суперник Результат  | Суперник Результат | Суперник Результат | Суперник Результат | Суперник Результат | Місце            |
| --------------- | --------------------------- | ------------------ | ------------------------ | ------------------ | ------------------- | ------------------ | ------------------ | ------------------ | ------------------ | ---------------- |
| Адам Паттантьуш | одиночний розряд (чоловіки) | Bye                | Gerassimenko (KAZ) W 4–1 | Li P (QAT) L 0–4   | Завершив виступ     | Завершив виступ    | Завершив виступ    | Завершив виступ    | Завершив виступ    | Завершив виступ  |
| Petra Lovas     | одиночний розряд (жінки)    | Bye                | El-Dawlatly (EGY) W 4–0  | Ri M-s (PRK) L 1–4 | Завершила виступ    | Завершила виступ   | Завершила виступ   | Завершила виступ   | Завершила виступ   | Завершила виступ |
| Georgina Póta   | одиночний розряд (жінки)    | Bye                | Bye                      | Zhang (CAN) W 4–1  | Doo H K (HKG) L 2–4 | Завершив виступ    | Завершив виступ    | Завершив виступ    | Завершив виступ    | Завершив виступ  |

## Теніс
| Спортсмен                  | Дисципліна               | 1/32 фіналу              | 1/16 фіналу                   | 1/8 фіналу         | Чвертьфінали       | Півфінали          | Фінал / БМ         | Фінал / БМ       |
| Спортсмен                  | Дисципліна               | Суперник Результат       | Суперник Результат            | Суперник Результат | Суперник Результат | Суперник Результат | Суперник Результат | Місце            |
| -------------------------- | ------------------------ | ------------------------ | ----------------------------- | ------------------ | ------------------ | ------------------ | ------------------ | ---------------- |
| Тімеа Бабош                | одиночний розряд (жінки) | Квітова (CZE) L 1–6, 2–6 | Завершила виступ              | Завершила виступ   | Завершила виступ   | Завершила виступ   | Завершила виступ   | Завершила виступ |
| Тімеа Бабош Réka Luca Jani | Парний розряд (жінки)    | Н/Д                      | Mitu / Олару (ROU) L 3–6, 4–6 | Завершила виступ   | Завершила виступ   | Завершила виступ   | Завершила виступ   | Завершила виступ |

## Тріатлон
| Спортсмен    | Дисципліна | Плавання, 1,5 км | Перехід 1 | Велосипед, 40 км | Перехід 2 | Біг, 10 км | Загалом Time | Місце |
| ------------ | ---------- | ---------------- | --------- | ---------------- | --------- | ---------- | ------------ | ----- |
| Gábor Faldum | чоловіки   | 18:00            | 0:45      | 55:56            | 0:33      | 33:06      | 1:48:20      | 20    |
| Тамаш Тот    | чоловіки   | 17:30            | 0:47      | 57:02            | 0:38      | 34:05      | 1:50:02      | 33    |
| Софія Ковач  | жінки      | 19:20            | 0:53      | 1:04:29          | 0:36      | 36:11      | 2:01:29      | 24    |
| Маргіт Ванек | жінки      | 19:10            | 0:59      | 1:04:35          | 0:41      | 41:29      | 2:06:54      | 45    |

## Водне поло
Підсумок

Легенда:
- FT – Після основного часу.
- P – Долю матчу вирішила серія післяматчевих пенальті.

| Команда         | Дисципліна       | Груповий етап      | Груповий етап      | Груповий етап      | Груповий етап      | Груповий етап      | Груповий етап | Чвертьфінал               | Півфінал           | Фінал / БМ             | Фінал / БМ |
| Команда         | Дисципліна       | Суперник Результат | Суперник Результат | Суперник Результат | Суперник Результат | Суперник Результат | Місце         | Суперник Результат        | Суперник Результат | Суперник Результат     | Місце      |
| --------------- | ---------------- | ------------------ | ------------------ | ------------------ | ------------------ | ------------------ | ------------- | ------------------------- | ------------------ | ---------------------- | ---------- |
| Hungary men's   | чоловічий турнір | Сербія D 13–13     | Австралія D 9–9    | Греція D 8–8       | Японія W 17–7      | Бразилія W 10–6    | 1             | Чорногорія L 2–4P FT: 9–9 | Бразилія W 13–4    | Греція W 12–10         | 5          |
| Hungary women's | жіночий турнір   | КНР W 13–11        | Іспанія L 10–11    | США L 6–11         | Н/Д                | Н/Д                | 3             | Австралія W 5–3P FT: 8–8  | США L 10–14        | Росія L 6–7P FT: 12–12 | 4          |

### Чоловічий турнір
Склад команди
Шаблон:Склад чоловічої збірної Угорщини з водного поло на літніх Олімпійських іграх 2016
Груповий етап
Шаблон:Підсумкова таблиця в групі A чоловічого турніру з водного поло на літніх Олімпійських іграх 2016
Шаблон:Чоловічий турнір з водного поло на літніх Олімпійських іграх 2016, гра A1
Шаблон:Чоловічий турнір з водного поло на літніх Олімпійських іграх 2016, гра A4
Шаблон:Чоловічий турнір з водного поло на літніх Олімпійських іграх 2016, гра A8
Шаблон:Чоловічий турнір з водного поло на літніх Олімпійських іграх 2016, гра A10
Шаблон:Чоловічий турнір з водного поло на літніх Олімпійських іграх 2016, гра A13
Чвертьфінал
Шаблон:Чоловічий турнір з водного поло на літніх Олімпійських іграх 2016, гра C1
Classification semifinal (5–8)
Шаблон:Чоловічий турнір з водного поло на літніх Олімпійських іграх 2016, гра D1
Fifth place match
Шаблон:Чоловічий турнір з водного поло на літніх Олімпійських іграх 2016, гра E2

### Жіночий турнір
Склад команди
Шаблон:Склад жіночої збірної Угорщини з водного поло на літніх Олімпійських іграх 2016
Груповий етап
Шаблон:Підсумкова таблиця в групі B жіночого турніру з водного поло на літніх Олімпійських іграх 2016
Шаблон:Жіночий турнір з водного поло на літніх Олімпійських іграх 2016, гра B1
Шаблон:Жіночий турнір з водного поло на літніх Олімпійських іграх 2016, гра B4
Шаблон:Жіночий турнір з водного поло на літніх Олімпійських іграх 2016, гра B6
Чвертьфінал
Шаблон:Жіночий турнір з водного поло на літніх Олімпійських іграх 2016, гра C2
Півфінал
Шаблон:Жіночий турнір з водного поло на літніх Олімпійських іграх 2016, гра F1
Матч за бронзову медаль
Шаблон:Жіночий турнір з водного поло на літніх Олімпійських іграх 2016, гра G1

## Важка атлетика
| Спортсмен  | Категорія               | Ривок     | Ривок | Поштовх   | Поштовх | Загалом | Місце |
| Спортсмен  | Категорія               | Результат | Місце | Результат | Місце   | Загалом | Місце |
| ---------- | ----------------------- | --------- | ----- | --------- | ------- | ------- | ----- |
| Петер Надь | понад 105 кг (чоловіки) | 193       | 7     | 227       | 10      | 420     | 10    |

## Боротьба
Легенда:
- VT – Перемога на туше.
- PP – Перемога за очками – з технічними очками в того, хто програв.
- PO – Перемога за очками – без технічних очок в того, хто програв.
- ST – Перемога за явної переваги – різниця в очках становить принаймні 8 (греко-римська боротьба) або 10 (вільна боротьба) очок, без технічних очок у того, хто програв.
- SP – Перемога за явної переваги – різниця в очках становить принаймні 8 (греко-римська боротьба) або 10 (вільна боротьба) очок, з технічними очками в того, хто програв.

Чоловіки
| Спортсмен      | Категорія | Кваліфікація       | 1/8 фіналу              | Чвертьфінал               | Півфінал           | Втішний поєдинок 1 | Втішний поєдинок 2      | Фінал / БМ         | Фінал / БМ |
| Спортсмен      | Категорія | Суперник Результат | Суперник Результат      | Суперник Результат        | Суперник Результат | Суперник Результат | Суперник Результат      | Суперник Результат | Місце      |
| -------------- | --------- | ------------------ | ----------------------- | ------------------------- | ------------------ | ------------------ | ----------------------- | ------------------ | ---------- |
| Іштван Вереб   | до 86 кг  | Bye                | Садулаєв (RUS) L 0–4 ST | Завершив виступ           | Завершив виступ    | Bye                | Себальос (VEN) L 1–3 PP | Завершив виступ    | 13         |
| Даніель Лігеті | до 125 кг | Bye                | Temengil (PLW) W 4–0 ST | Беріанідзе (ARM) L 1–3 PP | Завершив виступ    | Завершив виступ    | Завершив виступ         | Завершив виступ    | 7          |

Греко-римська боротьба
| Спортсмен     | Категорія | Кваліфікація            | 1/8 фіналу                 | Чвертьфінал               | Півфінал                  | Втішний поєдинок 1 | Втішний поєдинок 2 | Фінал / БМ              | Фінал / БМ |
| Спортсмен     | Категорія | Суперник Результат      | Суперник Результат         | Суперник Результат        | Суперник Результат        | Суперник Результат | Суперник Результат | Суперник Результат      | Місце      |
| ------------- | --------- | ----------------------- | -------------------------- | ------------------------- | ------------------------- | ------------------ | ------------------ | ----------------------- | ---------- |
| Тамаш Лерінц  | до 66 кг  | Bye                     | Ryu H-s (KOR) L 0–3 PO     | Завершив виступ           | Завершив виступ           | Завершив виступ    | Завершив виступ    | Завершив виступ         | 16         |
| Петер Бачі    | до 75 кг  | Muñoz (COL) W 4–0 ST    | Александров (BUL) W 4–0 ST | Mursaliyev (AZE) W 3–0 PO | Мадсен (DEN) L 0–3 PO     | Bye                | Bye                | Абдевалі (IRI) L 1–3 PP | 5          |
| Віктор Лерінц | до 85 кг  | Манукян (ARM) W 3–0 PO  | Хатрі (IND) W 4–0 ST       | Ассакалов (UZB) W 3–1 PP  | Чакветадзе (RUS) L 1–3 PP | Bye                | Bye                | Kudla (GER) L 1–3 PP    | 5          |
| Balázs Kiss   | до 98 кг  | Тімченко (UKR) W 3–0 PO | Шон (SWE) L 1–3 PP         | Завершив виступ           | Завершив виступ           | Завершив виступ    | Завершив виступ    | Завершив виступ         | 9          |

Жінки
| Спортсменка     | Категорія | Кваліфікація             | 1/8 фіналу              | Чвертьфінал         | Півфінал            | Втішний поєдинок 1  | Втішний поєдинок 2  | Фінал / БМ          | Фінал / БМ |
| Спортсменка     | Категорія | Суперниця Результат      | Суперниця Результат     | Суперниця Результат | Суперниця Результат | Суперниця Результат | Суперниця Результат | Суперниця Результат | Місце      |
| --------------- | --------- | ------------------------ | ----------------------- | ------------------- | ------------------- | ------------------- | ------------------- | ------------------- | ---------- |
| Маріанна Шаштін | до 63 кг  | Тражукова (RUS) L 0–3 PO | Завершила виступ        | Завершила виступ    | Завершила виступ    | Завершила виступ    | Завершила виступ    | Завершила виступ    | 17         |
| Жанетт Немет    | до 75 кг  | Bye                      | Манюрова (KAZ) L 1–4 SP | Завершила виступ    | Завершила виступ    | Bye                 | Алі (CMR) L 1–3 PP  | Завершила виступ    | 10         |